# Vincent Rijmen

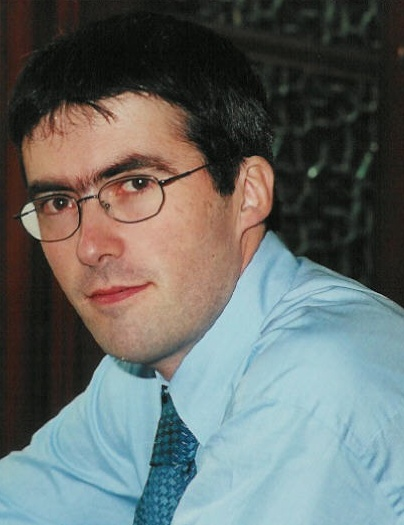
Vincent Rijmen

Vincent Rijmen (ur. 16 października 1970 w Leuven) – belgijski kryptograf, współtwórca standardu szyfrowania Rijndael (AES). Stworzył również funkcję hashującą Whirlpool.
Rijmen jest profesorem na Graz University of Technology (Austria).